# Жужгов, Николай Васильевич

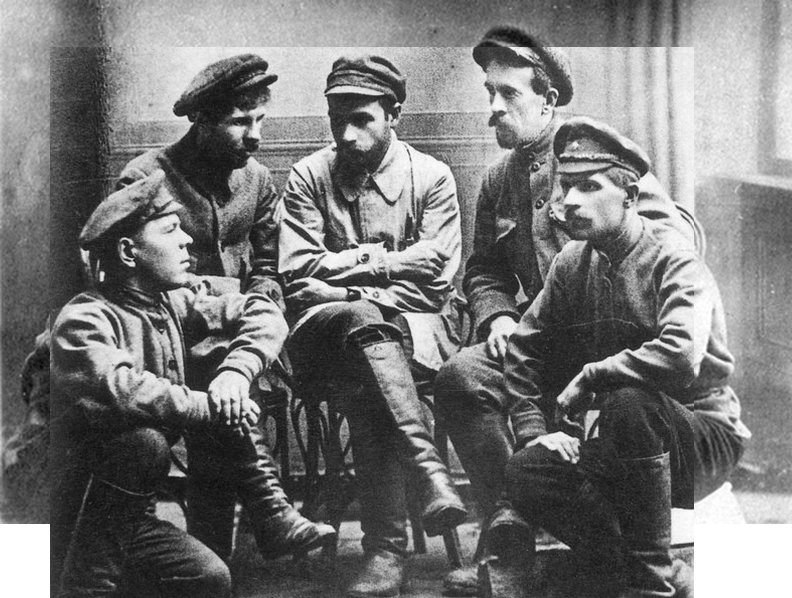
Фотография на память после расстрела Михаила Романова. Слева направо: А. В. Марков, Н. В. Жужгов, Г. И. Мясников, В. А. Иванченко, И. Ф. Колпащиков

Николай Васильевич Жужгов (1879, Пермская губерния — 1941, СССР) — большевик, революционер, член РСДРП с 1902, один из участников движения «лесных братьев», арестован в августе 1907 года. Участник Гражданской войны на Урале.
Один из непосредственных участников похищения и убийства великого князя Михаила Александровича и его секретаря Джонсона. По некоторым данным, лично расправился с архиепископом Пермским и Кунгурским Андроником.
В 1921 году был обвинён в использовании служебного положения в корыстных целях и исключён из партии. В 1930-е годы в Перми (тогда г. Молотово) был арестован за незаконное хранение оружия и махинации с бланками паспортов, пять лет находился в местах лишения свободы. Весной 1941 года проживал в Геническе (Херсонская область). Дальнейшая судьба неизвестна.

## В культуре и искусстве
- Жужгов — один из второстепенных героев романа Алексея Иванова «Бронепароходы».